# Princeton (Wisconsin)
Princeton – miasto w Stanach Zjednoczonych, w stanie Wisconsin, w hrabstwie Green Lake.